# 朱升
朱升（1299年—1370年），字允升，江浙行省徽州路休寧縣（今安徽黃山市休寧縣）人，学者称枫林先生，元末明初政治人物。元朝进士。
至正四年（1344年）江浙行省乡试第二名（中举人），至正八年（1348年）赴京参加省试，中进士，被授予池州学正，十二年（1352年）任满后辞官隐居石门，教授学生。他曾經向朱元璋建议“高筑墙、广积粮、缓称王”並被采纳。朱元璋直到至正二十三年（1363年）打败陈友谅后翌年，才改称吴王。
1367年被授翰林、国史院侍讲学士、中顺大夫、知制诰，同修国史。1368年进翰林学士，定宗庙时享斋戒等礼，预修《女诫》。1369年，辞官隐退。1370年卒，年七十二。朱升治学严谨，存世仅《前图》2卷、《枫林集》10卷，并为多部经典旁注。
洪武二年（1369年），七十一岁的朱升以年迈和“祭扫祖茔”为由告老还乡，辞官隐居。朱元璋感念他的功绩，意欲重封，但朱升执意退隐。朱升退隐时并未回老家休宁，也没有去原隐居地安徽歙县石门，而是携带着夫人涉江沂淮地方，抵东海转至西溪胥宇，并在南龙港建了房屋。
洪武三年（1370年）病逝，葬于今天的江苏省盐城市盐都区北龙港镇南龙港东首文曲沟北。

## 子
朱升有兩個兒子，長子名為朱異。而朱升的孫子是朱祖文。
次子名為朱同。朱升在石門隱居時，在臨河程氏家中教書。學生程大不堪繼母虐待，自經而死。朱升妻子生子時，突然夢見程大來到家中，就將兒子起名為朱同，字大同，他善於卜筮，就起了一課，占卜兒子長大後必遭婦人之禍。至正十七年（1357年），朱元璋領軍路過石門，他建議「高築牆、廣積糧、緩稱王」被採納，朱元璋親自為他的書樓賜寫「梅花初月樓」。臨行又為子朱同求全屍。
朱同自幼蒙朱升教授，善於詩詞文章，官至禮部侍郎，很是得朱元璋寵遇，皇宮中的畫壁上題有很多他的詩詞作品。朱同資敏，盡傳其家學，通群經，諸藝畢給。洪武十年（1377）舉明經，任本郡教授，修《新安志》，進之，十三年舉人材，授吏部司填充員外郎，尋升禮部右侍郎，後坐藍玉案，賜自縊

## 延伸阅读
[在维基数据编辑]
 《國朝獻徵錄·卷之二十》，出自焦竑《國朝獻徵錄》
 《明史卷一百三十六》，出自《明史》